# الجغرافيا الاجتماعية
الجغرافيا الاجتماعية هي فرع الجغرافيا البشرية الذي يرتبط ارتباطًا وثيقًا بالنظرية الاجتماعية بشكل عام وعلم الاجتماع بشكل خاص، والذي يتناول علاقة الظواهر الاجتماعية ومكوناتها المكانية. على الرغم من أن المصطلح نفسه له تقليد لأكثر من 100 عام،  لا يوجد إجماع على محتواه الصريح. في عام 1968، لاحظت آن بوتيمير أنه مع بعض الاستثناءات البارزة، يمكن اعتبارالجغرافيا الاجتماعية حقلًا تم إنشاؤه وزرعه من قبل عدد من العلماء الأفراد بدلاً من تقليد أكاديمي تم بناؤه داخل مدارس معينة". منذ ذلك الحين، على الرغم من بعض الدعوات  للتقارب التي تركز على الهيكل والجدل حول الوكالة، إلا أن تنوعه المنهجي والنظري والموضوعي قد انتشر أكثر، مما أدى إلى تعريفات عديدة للجغرافيا الاجتماعية ، وبالتالي، علماء معاصرون من الانضباط تحديد مجموعة كبيرة ومتنوعة من الجغرافيا الاجتماعية المختلفة.ومع ذلك، كما لاحظ بينو ويرلين،  هذه التصورات المختلفة ليست سوى إجابات مختلفة على نفس السؤالين (مجموعات)، والتي تشير إلى الدستور المكاني للمجتمع من جهة، وإلى التعبير المكاني للعمليات الاجتماعية من ناحية أخرى.
تتداخل المفاهيم المختلفة للجغرافيا الاجتماعية مع المجالات الفرعية الأخرى للجغرافيا، وبدرجة أقل، علم الاجتماع. عندما ظهر المصطلح ضمن التقاليد الأنجلو أمريكية خلال الستينيات، تم تطبيقه بشكل أساسي كمرادف للبحث عن أنماط في توزيع الفئات الاجتماعية، وبالتالي يرتبط ارتباطًا وثيقًا بالجغرافيا الحضرية وعلم الاجتماع الحضري. في سبعينيات القرن الماضي، كان محور النقاش داخل الجغرافيا البشرية الأمريكية يكمن في العمليات الاقتصادية السياسية (على الرغم من وجود عدد كبير من الحسابات  لمنظور ظاهري حول الجغرافيا الاجتماعية)،  بينما كان الفكر الجغرافي في التسعينيات تأثرت بشدة "بدوره الثقافي". في كلتا المرات، كما لاحظ نيل سميث، هذه الأساليب "ادعت السلطة على" الاجتماعية ".في التقليد الأمريكي، يتمتع مفهوم الجغرافيا الثقافية بتاريخ أكثر تميزًا عن الجغرافيا الاجتماعية، ويشمل مجالات البحث التي يمكن تصورها على أنها "اجتماعية" في أماكن أخرى.في المقابل، في بعض التقاليد الأوروبية القارية، كانت الجغرافيا الاجتماعية ولا تزال تعتبر مقاربة للجغرافيا البشرية بدلاً من الانضباط الفرعي،  أو حتى مطابقة للجغرافيا البشرية بشكل عام.

## التاريخ

### قبل الحرب العالمية الثانية
ينشأ مصطلح «الجغرافيا الاجتماعية» (أو بالأحرى «علم الجغرافيا الاجتماعية») من فرنسا، حيث استخدمه كل من الجغرافي إليسي ريكلوس وعلماء الاجتماع في مدرسة لو بلاي، ربما بشكل مستقل عن بعضهم البعض. في الواقع، نشأ أول ظهور مثبت لهذا المصطلح من مراجعة لـ الجغرافيا العالمية الجديدة لريكلو من عام 1884، كتبها بول دو روسييه، عضو في مدرسة لو بلاي. استخدم ريكلو نفسه التعبير في عدة رسائل، أول رسالة يرجع تاريخها إلى عام 1895، وفي آخر أعماله الإنسان والارض من عام 1905. وكان أول شخص يستخدم المصطلح كجزء من عنوان المنشور هو ادمند، وهو عضو آخر في مدرسة لو بلاي، التي نشر مقالها جيوغرافيك دو فرانس في عامي 1896 و 1897. بعد وفاة ريكس وكذلك المؤيدين الرئيسيين لأفكار لو بلاي، ومع إميل دوركهايم الابتعاد عن مفهومه المبكر عن التشكل الاجتماعي، بول فيدال دي لا بلاش، الذي أشار إلى أن الجغرافيا «هي علم الأماكن وليس علمًا للرجال»،  بقي الشخصية الأكثر نفوذا في الجغرافيا الفرنسية. كتب أحد طلابه، كميل فالو، كتابًا مؤلفًا من مجلدين بعنوان الجغرافيا الاجتماعية، نُشر في عامي 1908 و 1911. تضمن جان برنسيس، أحد تلاميذ فيدال الأكثر نفوذاً، مستوى من التفاعلات المكانية بين المجموعات في هيكله الجغرافي أربعة أضعاف للجغرافيا البشرية. حتى الحرب العالمية الثانية، لم يتم تطوير أي إطار نظري للجغرافيا الاجتماعية، مما أدى إلى التركيز على الجغرافيا الريفية والإقليمية الوصفيّة. ومع ذلك، كانت أعمال فيدال مؤثرة في أناليس التاريخية المدرسة،  الذين شاركوا أيضًا في التحيز الريفي مع الجغرافيين المعاصرين،  ومفهوم دوركهايم عن التشكل الاجتماعي تم تطويره لاحقًا وربطه بالجغرافيا الاجتماعية من قبل علماء الاجتماع مارسيل موس  وموريس هالبواكس.
كان أول شخص في التقليد الأنجلو أمريكي يستخدم مصطلح «الجغرافيا الاجتماعية» هو جورج ويلسون هوك، الذي نشرت ورقته «دراسة الجغرافيا الاجتماعية»  في عام 1907، ولكن لا يوجد ما يدل على أن لها أي تأثير أكاديمي. ومع ذلك، تم تناول عمل لو بلاي في بريطانيا من قبل باتريك جيديس وأندرو جون هيربيرتسون. حدد بيرسي م. روكسبي، وهو طالب سابق في هيربرتسون، في عام 1930 الجغرافيا الاجتماعية باعتبارها واحدة من الفروع الرئيسية الأربعة للجغرافيا البشرية.على النقيض من ذلك، كانت الجغرافيا الأكاديمية الأمريكية في ذلك الوقت تهيمن عليها مدرسة بيركلي للجغرافيا الثقافية بقيادة كارل أو ساوير، في حين أن التوزيع المكاني للفئات الاجتماعية قد درسته بالفعل كلية شيكاغو لعلم الاجتماع.هارلان باروز، عالم الجغرافيا في جامعة شيكاغو، مع ذلك اعتبر الجغرافيا الاجتماعية واحدة من الأقسام الرئيسية الثلاثة للجغرافيا.
مفهوم آخر قبل الحرب يجمع بين عناصر علم الاجتماع والجغرافيا هو المفهوم الذي وضعه عالم الاجتماع الهولندي سيبالد رودولف ستينميتز ومدرسته الاجتماعية في أمستردام. ومع ذلك، كانت تفتقر إلى موضوع محدد، كونها مزيجًا من الجغرافيا والإثنوغرافيا التي تم إنشاؤها باعتبارها النظير الملموس لعلم الاجتماع النظري إلى حد ما. في المقابل، سعت مدرسة أوتريخت للجغرافيا الاجتماعية، التي ظهرت في أوائل ثلاثينيات القرن الماضي، إلى دراسة العلاقة بين الفئات الاجتماعية ومساحات المعيشة الخاصة بها.

### أوروبا القارية
في الجغرافيا باللغة الألمانية، تم تطوير هذا التركيز على العلاقة بين المجموعات الاجتماعية والمناظر الطبيعية من قبل هانز بوبيك وولفغانغ هارتكي بعد الحرب العالمية الثانية.بالنسبة لبوبيك، مجموعات من ليبينسفورمين (أنماط الحياة)) - متأثرًا بالعوامل الاجتماعية - التي شكلت المشهد، كانت في مركز تحليله الجغرافي الاجتماعي. في نهج مماثل، اعتبر هارتك المشهد مصدرًا للمؤشرات أو آثار لسلوك جماعات اجتماعية معينة. كان أفضل مثال معروف لهذا المنظور هو مفهوم (اجتماعي)،  أي التخلي عن الحرث كمؤشر على التحولات المهنية بعيدا عن الزراعة.
على الرغم من أن الجغرافيا الاجتماعية الفرنسية كان لها تأثير كبير خاصة على أفكار هارتك،  لم تتشكل أي مدرسة فكرية متميزة داخل الجغرافيا البشرية الفرنسية.ومع ذلك، مهد ألبرت ديمانجيون الطريق أمام عدد من المفاهيم الأكثر منهجية في هذا المجال من خلال مفهومه (المنشور بعد وفاته)  بأن المجموعات الاجتماعية يجب أن تكون في قلب التحليل الجغرافي البشري.قام بهذه المهمة بيير جورج وماكسيميلين سوري، من بين آخرين. ثم كان الماركسي، موقف جورج يهيمن عليه المنطق الاجتماعي والاقتصادي،  ولكن دون التفسيرات البنيوية الموجودة في أعمال بعض علماء الاجتماع الفرنسيين في ذلك الوقت. ومع ذلك، كان الماركسي الفرنسي آخر، عالم الاجتماع هنري ليفبفر، الذي قدم مفهوم الإنتاج (الاجتماعي) للفضاء. وقد كتب عن ذلك والمواضيع ذات الصلة منذ ثلاثينيات القرن العشرين، لكنه شرحها بالكامل في كتاب إنتاج الفضاء حتى أواخر عام 1974. طور سوري مخططًا للمجتمع يتعلق بالفكرة الإيكولوجية للموئل، والتي كانت تم تطبيقه على السياق الحضري بواسطة عالم الاجتماع بول هنري شومبارت دي لاوي. بالنسبة للعالم الجغرافي الهولندي كريستيان فان باسن، كان العالم يتكون من كيانات اجتماعية مكانية ذات مقاييس مختلفة تشكلها ما وصفه بأنه «مجمع إيكولوجي»، فكرة تتأثر الوجودية.
كان النهج الإيكولوجي التحليلي أكثر في الجغرافيا البشرية هو الذي طوره إدغار كانت في مسقط رأسه إستونيا في ثلاثينيات القرن العشرين، ثم في جامعة لوند، التي أطلق عليها «علم البيئة البشرية». قد يؤدي إدراكه للبعد الزمني للحياة الاجتماعية إلى تشكيل الجغرافيا الزمنية من خلال أعمال Torsten Hägerstrand وSven Godlund ]